# Mia Tyler
Mia Tyler, rodným jménem Mia Abagale Tallarico (* 22. prosince 1978, Lebanon, New Hampshire, USA) je americká modelka, herečka, producentka a mluvčí kampaně za zdravé sebevědomí. Je známá svou charismatickou osobností a přitažlivým vzhledem i přes nadměrné hmotnosti, které je zastánkyní a na kterou je hrdá. Je dcerou slavného rockového zpěváka Stevena Tylera ze skupiny Aerosmith a nevlastní sestrou herečky Liv Tyler.

## Dětství a mládí
Mia Tyler se narodila v Lebanonu ve státě New Hampshire, rodičům Stevenu Tylerovi a matce, herečce a modelce Andyho Warhola a groupie Cyrindě Foxe. Její původní příjmení Tallarico má původ v otcově občanském jménem: Steven Tyler má italské kořeny z otcovy strany. Po narození své dcery napsal Tyler skladbu „Mia“, která vyšla na albu Aerosmith s názvem Night in the Ruts (1979).
Mia vyrůstala v úplné rodině v New Hampshire, která však žila bohémským životem, proto se o ni starala také chůva. Otec, drogově závislý hudebník, trávil mnoho času na turné, matka nechávala kolem domu nedbale poházené a vyprázdněné nádobky od kokainu a věnovala se nočnímu životu. Její rodiče se rozvedli v roce 1987.
Do roku 1988 žila v přesvědčení, že je jedináček, dokud se na koncertě Aerosmith nesetkala Liv Tyler, toho času Liv Rundgren, která oplývala velkou vzhledovou podobností. Následně po setkání zašla nevlastní sestra Liv za svou matkou Bebe Buell a zeptala se, zda je Steven Tyler jejím otcem. Ta přiznala, že jí skutečnost utajovala z důvodu Tylerovi drogových a sexuálních excesů a nechtěla, aby Liv vyrůstala v přítomnosti drogově závislého otce.
Mia si k sestře Liv vytvořila velmi blízký vztah. Časem se však smířila i s rodiči, s nimiž měla v teenagerském věku vztah vyhrocený. V roce 1990 se přestěhovala do New Yorku, kde začala navštěvovat školu Manhattan's Professional Children's School.

## Kariéra
Když jí bylo sedmnáct let, objevila se v televizním pořadu House of Style hudební stanice MTV. V té době spadala pod módní agenturu Wilhelmina a objevovala se v elitních magazínech jako Seventeen, Teen, Teen People, Mode, Us, Jump, YM, Moxie Girl nebo populárním Vogue. Objevila se však i na titulní stránce časopisu Flare. Jako modelka také pracovala v Mekkách módního průmyslu, New Yorku a Paříži.